# جرمة (ليبيا)
جِرمة مدينة أثرية ليبية في الجزء الجنوب الغربي من البلاد بالصحراء الكبرى تنسب إلى سكانها القدامى الجرمنت. المدينة غير مسكونة حاليا.

## تاريخ المدينة
بناها الجرمنتيون في القرن الأول للميلاد كعاصمة لدولتهم، وتعد من أهم وأقدم الشواهد والآثار في ليبيا الدالة عن تاريخ الليبيين القدماء.
اشتهر الجرمنتيون بجرأتهم الكبيرة وقدرتهم على اختراق الصحراء وشجاعتهم النادرة في التصدي للغزاة، فقاوموا النفوذ الروماني بالتحالف مع القبائل الليبية الأخرى حتى تمكنوا مجتمعين من الوصول إلى أبواب لبدة سنة 70م. ولم تقم علاقات سلمية مع الرومان إلا في عهد الإمبراطور الليبي الأصل (سيبتيموس سيفيروس) في القرن الثاني الميلادي، حيث نشطت التجارة وبلغت جرمة أوج ازدهارها في القرنين الثاني والثالث الميلاديين.
افتتحها عقبة بن نافع عام 49 هـ (حوالي 669 م).
اكتشفت مؤخرا بقايا مدينة جرمة الشهيرة، عاصمة الجرمنتيين تحت المدينة الإسلامية التي تحمل نفس الاسم والتي كانت تعد محطة مهمة لتجار القوافل. حيث كانت مدينة جرمة عامرة عندما فتحها المسلمون في القرن السابع الميلادي.
ويدل العدد الهائل من المدافن الجرمنتية المكتشفة في وادي الحياة على أنهم كانوا كثيرين. كما كشفت مواقع جرمنتية أخرى في مناطق متسعة تشمل كذلك وادي الشاطئ والمناطق المحيطة بزويلة ومرزق وغدوه ووادي برجوج. وهذا يدل على الانتشار السكاني كما يدل على انتعاش الزراعة في منطقة متسعة من الجنوب. هذا، ولقد ظهرت نقوشهم في المقابر والمعابد الفرعونية القديمة.
غير أن أغلب المعلومات الأثرية المتوفرة تخص المدافن الجرمنتية التي كان بعضها على شكل (أهرامات الحطية) والبعض الآخر على هيئة قباب تستند على قواعد مربعة (المقابر الملكية) ومقابر أبو درنه. وتتميز القبور الجرمنتية بأن لها شواهد على شكل راحة اليد (خميسة) تتقدمها موائد قربان حجرية. وتتراوح هذه الشواهد في الحجم من الصغير الذي لا يتعدى ارتفاعه 50سم إلى شواهد ضخمة ترتفع لمترين.